# Bulletin of the Astronomical Society of India
Bulletin of the Astronomical Society of India is een internationaal, aan collegiale toetsing onderworpen wetenschappelijk tijdschrift op het gebied van de astronomie.
Het wordt uitgegeven door Astronomical Society of India en verschijnt 4 keer per jaar.
Het eerste nummer verscheen in 1973.